# Sint-Anastasiakerk (Houplines)
De Sint-Anastasiakerk (Frans: Église Sainte-Anastasie) is de eerste parochiekerk van de gemeente en stad Houplines in het Franse Noorderdepartement.

## Geschiedenis
In 1095 werd het patronaatsrecht van de kerk van Houplines toegekend aan de Abdij van Verzy, gewijd aan Basolus van Verzy. Deze abdij stichtte in Houplines een priorij, welke gewijd was aan Sint-Anastasia en deze heeft tot 1790 bestaan.
De kerk werd gesticht aan de oever van de Leie, aan de huidige Rue Faidherbe. Wanneer deze kerk gebouwd is valt niet meer na te gaan, want de oudste schriftelijke documenten dateren van 1515. Het was een bakstenen gebouw. Oorspronkelijk beschikte de kerk over een vieringtoren, maar in 1848 werd een nieuwe toren gebouwd bij het ingangsportaal.
Tijdens de Eerste Wereldoorlog werd de kerk verwoest. Daarna moest men genoegen nemen met een noodkerk. De oorspronkelijke plaats van de kerk werd in beslag genomen door de oprit naar een nieuwe brug over de Leie, dus men besloot de nieuwe kerk op een andere plaats te bouwen, aan het huidige Place Sainte-Anastasie. Hier stond voor de oorlog het oude stadhuis en heeft oorspronkelijk de burcht van Houplines gestaan. In 1934 werd de kerk ingezegend.

## Gebouw
Het betreft een bakstenen basilicale kruiskerk in neoromaanse stijl en met naastgebouwde toren. De kerk bezit een hoog middenschip.